# Karavinal, Sindgi
Karavinal là một làng thuộc tehsil Sindgi, huyện Bijapur, bang Karnataka, Ấn Độ.